# 에자키 다쿠로
에자키 다쿠로(일본어: 江﨑 巧朗, 2000년 2월 5일~)는 일본의 축구 선수이다.

## 구단 경력
그는 2022년 J2리그의 로아소 구마모토에 입단했다. 2024년까지 79경기에 출전하여, 6득점을 넣었다. 2025년 주빌로 이와타로 이적했다.